# 七塚原サービスエリア
七塚原サービスエリア（ななつかはらサービスエリア）は、広島県庄原市山内町の中国自動車道にあるサービスエリアである。

## 道路
- E2A 中国自動車道

## 施設
2006年（平成18年）12月下旬、上下線と共にトイレをリニューアルオープンをした。
各施設名の末尾にある時間は営業時間である。
2007年（平成19年）3月31日をもってインフォメーションの営業が終了した。

### 上り線（米子・大阪方面）
上り線の施設については、並行する一般道路からウェルカムゲート（利用時間は7:00 - 22:00）を介して利用が可能である。
- 駐車場
  - 大型 15台
  - 小型 44台
  - 二輪 4台
  - トレーラー 2台
  - 車椅子用駐車場有
- トイレ
  - 男性 大3（和式0・洋式3）・小6
  - 女性 5（和式1・洋式4）
  - 車椅子用 1
- ガソリンスタンド（出光（西日本宇佐美） セルフ式、24時間）
  - 2010年3月31日まではコスモ石油(西田産業(株))による24時間営業だったが、4月より営業時間を7:00 - 22:00に短縮した。なお、当サービスエリアより先にある大佐SAの給油所が、同月1日より24時間営業とされた[1]。
  - 2010年7月1日より運営者変更とともにセルフ化され、24時間営業へ戻った。なお、機器の入れ替え工事のため同年6月中は休業していた[2]。これを機に、大佐SAの給油所の営業時間は繁忙期を除いて8:00-20:00に戻った。
- 電気自動車用急速充電器（24時間）要事前登録
- レストランコーナー
  - 松屋（8:00 - 21:00ラストオーダー20:30）[3]
- ショッピングコーナー（7:00 - 21:00）
- 自動販売機
- 携帯電話充電器（7:00 - 22:00）
- ハイウェイ情報ターミナル
- 郵便ポスト（庄原郵便局）

### 下り線（浜田・下関方面）
- 駐車場
  - 大型 19台
  - 小型 70台
  - 二輪 4台
  - トレーラー 2台
  - 車椅子用駐車場有
- トイレ
  - 男性 大3（和式0・洋式3）・小6
  - 女性 5（和式1・洋式4）
  - 車椅子用 1
- ガソリンスタンド（ENEOS （エネクスフリート(株)）、24時間）
  - 以前は三愛石油(有)(JOMO)が運営していた。
- 電気自動車用急速充電器（24時間）要事前登録
- レストランコーナー
  - 松屋（7:00 - 21:00ラストオーダー20:30）[3]
- ショッピングコーナー（7:00 - 21:00）
- 自動販売機
- 携帯電話充電器（7:00 - 22:00）
- ハイウェイ情報ターミナル
- 郵便ポスト（庄原郵便局）
- パットゴルフ

## 周辺
- 山ノ内駅（西日本旅客鉄道（JR西日本）芸備線）
- 山内郵便局
- 県立広島大学　庄原キャンパス

## 隣
E2A 中国自動車道
(21)庄原IC/BS - 七塚原SA - 和知BS - (21-1)三次東JCT/IC - (22)三次IC/BS